# Jakub Nemec
Jakub Nemec (* 11. Januar 1992 in Láb) ist ein slowakischer Fußballspieler.

## Karriere
Nemec wechselte im März 2011 vom FK Bradlan Brezová pod Bradlom nach Tschechien zur Reserve von Dynamo Budweis. Zur Saison 2011/12 kehrte er in die Slowakei zurück und wechselte zum PŠC Pezinok. Im März 2012 wechselte er zum OŠK Plavecký Štvrtok. Im März 2013 schloss er sich dem FC Rohožník an. Zur Saison 2014/15 wurde er an den Zweitligisten MFK Skalica verliehen. Für Skalica kam er zu elf Einsätzen in der zweiten Liga. Im Januar 2015 kehrte er wieder zu Rohožník zurück.
Im Januar 2018 wechselte Nemec nach Österreich zum fünftklassigen FC Winden. Für Winden kam er zwölfmal in der II. Liga zum Einsatz. Zur Saison 2018/19 kehrte er wieder in die Slowakei zurück und schloss sich dem Zweitligisten FC Petržalka 1898 an. Für Petržalka absolvierte er 44 Zweitligapartien. Zur Saison 2020/21 wechselte er zum Erstligisten FK Senica. Dort debütierte er im August 2020 in der Fortuna liga. Insgesamt kam der Innenverteidiger zu 20 Einsätzen in der höchsten slowakischen Spielklasse.
Zur Saison 2021/22 kehrte er wieder zu Petržalka zurück. In seinem zweiten Engagement kam er zu 30 Einsätzen in der zweiten Liga. Zur Saison 2022/23 wechselte er ein zweites Mal nach Österreich, diesmal zum Regionalligisten ASV Siegendorf. Für Siegendorf kam er zu 13 Einsätzen in der Regionalliga. Im Januar 2023 wechselte er zum siebtklassigen SV Karlstetten/Neidling.